# Качиньский, Ярослав
Яро́слав Александр Качи́ньский (пол. Jarosław Aleksander Kaczyński; род. 18 июня 1949, Варшава) — польский государственный и политический деятель; основатель и председатель консервативной партии «Право и справедливость» (ПИС). С 14 июля 2006 по 9 ноября 2007 года — Премьер-министр Польши. Является одним из самых влиятельных людей в польской политике, много лет бессменно возглавляя самую влиятельную правую партию страны.
С 1997 года депутат Сейма по спискам партии «Право и справедливость» и руководитель её парламентской фракции (2001—2002). С 6 октября 2020 по 21 июня 2022 года и с 21 июня по 27 ноября 2023 года занимал созданную специально для него должность вице-премьера, курирующего блок силовых министерств. Брат-близнец погибшего в 2010 году в авиакатастрофе в Смоленске президента Польши Леха Качиньского.

## Биография
Ярослав Качиньский родился в Варшаве в районе Жолибож 18 июня 1949 года в семье инженера, ветерана Второй мировой войны, офицера Армии Крайовой, Раймунда и филолога Ядвиги Качиньских, активных участников Варшавского восстания 1944 года.
В тринадцать лет в 1962 году они с братом-близнецом Лехом сыграли главные роли в популярном в Польше детском фильме-сказке «О тех, кто украл Луну» (пол. O dwóch takich, co ukradli księżyc).
Учился на юридическом факультете Варшавского университета, в 1971 году на отделении права и администрации Варшавского университета получил степень магистра. В 1976 году защитил докторскую диссертацию на этом факультете под руководством профессора Станислава Эрлиха.
Как у многих других консервативных политиков Польши, его карьера началась в 1970-х в Комитете защиты рабочих. С 1979 состоял в редакции оппозиционного ежемесячника «Głos», издаваемого Антонием Мацеревичем.
В 1980 присоединился к независимому профсоюзу «Солидарность» и был главой его отделения в регионе Мазовия.
Участник переговоров за круглым столом в 1989 году.
На выборах 1989 года избран в Сенат Польши 1-го созыва от Эльблонгского воеводства. В сенате стал членом Гражданского парламентского клуба.
С 1989 по 1990 главный редактор еженедельника «Солидарность». В 1990 Лех Валенса назначил Качиньского главой своей канцелярии.
В начале 1990-х основал консервативную партию «Соглашение центра», от которой в 1991 избран в Сейм.
В 1997 избран в Сейм III созыва по партийному списку Движения польской реконструкции.
В 2001 вместе с братом и Людвиком Дорном основал партию «Право и справедливость». На ближайших выборах она получила 9,5 % голосов и 44 мандата.
На выборах 2005 года «Право и справедливость» получило первое место и возможность формирования правительства. Чтобы не ухудшать шансы своего брата Леха на выборах президента 9 октября того же года, Качиньский отказался от поста премьер-министра и выдвинул на этот пост однопартийца Казимежа Марцинкевича. После того, как Марцинкевич ушёл в отставку 7 июля 2006 года, политический комитет партии рекомендовал Ярослава Качиньского в качестве нового премьер-министра; 10 июля брат назначил его премьером, а 14 июля Ярослав официально вступил в должность.
Досрочные выборы в октябре 2007 года, после распада правящей коалиции, привели к поражению ПиС. Качиньский подал в отставку, а кабинет министров возглавил Дональд Туск, лидер Гражданской платформы.
Ярославу Качиньскому принадлежит популярное в Польше политическое сокращение TKM, описывающее «психологию победителя».
Одной из причин отказа Ярослава Качиньского от полёта на траурные мероприятия в Катынь, закончившегося катастрофой, была болезнь матери.
Холост. Проживал на Жолибоже с матерью, скончавшейся 17 января 2013 года.
26 апреля 2010 года Ярослав Качиньский официально стал кандидатом на пост главы государства.
20 июня 2010 года, по итогам первого тура президентских выборов в Польше, занял второе место с 36,46 % и вышел во второй тур вместе с и. о. президента Польши Брониславом Коморовским, занявшим первое место с 41,54 %.
Второй тур президентских выборов проходил в Польше 4 июля 2010 года. Победу во втором туре одержал Бронислав Коморовский (53,01 % избирателей), Я. Качиньский набрал 46,99 %.
ВЗГЛЯД: После трагической гибели брата минувшей весной Ярослав Качиньский поначалу признавал тот факт, что Москва полностью сотрудничает с польскими властями в расследовании причин крушения самолёта под Смоленском. Почему же после выборов он сменил позицию и начал всячески намекать, что дело нечисто и русские все же скрывают какие-то причины катастрофы, и в итоге призвал даже американцев подключиться к расследованию?

Сергей Станкевич: Это политическая конъюнктура. Крайне правым политикам для поддержания определённого градуса нужна атмосфера своего рода взвинченности. Им необходимы новые ранящие факторы. В данном случае даже такая огромная трагедия тоже используется для сплочения своих сторонников, для мобилизации крайне правого политического спектра.
На парламентских выборах 2011 года возглавляемая им партия заняла второе место с 29,88 % голосов избирателей и получила 158 мест в Сейме.
На выборах президента Польши в 2015 году поддержал члена своей партии Анджея Дуду, набравшего в 1 туре 34,76 % и выигравшего 2 тур с результатом 51,55 %.
20 июня 2015 года на партийной конференции Ярослав Качиньский выдвинул кандидатуру Беату Шидло на пост премьер-министра Польши в случае победы на осенних выборах 2015 года в парламент.
На парламентских выборах 2015 года возглавляемая им партия заняла первое место 37,58 % голосов избирателей и получила 235 мест в Сейме.
На парламентских выборах 2019 года возглавляемая им партия заняла первое место 43,59 % голосов избирателей и получила 235 мест в Сейме.
На парламентских выборах 2023 года возглавляемая им партия заняла первое место 35,38 % голосов избирателей и получила 194 места в Сейме. Но при этом партия потеряла большинство в нижней палате парламента.
На выборах президента Польши в 2025 году поддержал Кароля Навроцкого, набравшего в 1 туре 29,54 % и выигравшего 2 тур с результатом 50,89 %.

## Награды
- 2004: Награда Газеты Польской
- 2005: Человек года еженедельника Wprost
- 2005: Человек года от Федерации гмин и повятов
- 2006: II место в плебисците Srebrne Usta
- 2007: Медаль им. Самуэля Богумила Линде от администрации города Торунь
- 2008: Медаль 660-летия Нового Тарга
- 2012: Медаль им. Ежи Попелушко «Побеждай зло добром»
- 2013: Орден Победы имени Святого Георгия (Грузия)
- 2015: Человек года 2014 Экономического форума в Крынице[9]
- 2022: Орден князя Ярослава Мудрого II степени (Украина, 1 июня 2022 года) — за весомый личный вклад в укрепление украинско-польского межгосударственного сотрудничества, поддержку независимости и территориальной целостности Украины[10].

## Сочинения
Ярослав Качиньский. Портрет посткоммунизма // Новая Польша. — 2006. — № 11. — С. 10-16.